# Berg ten Stene
Berg ten Stene is een heuveltop met een hoogte van 106 meter en een helling in de Vlaamse Ardennen. De helling ligt op het grondgebied van Sint-Maria-Horebeke; de weg loopt tussen de dorpskernen van Schorisse en Sint-Kornelis-Horebeke.

## Wielrennen

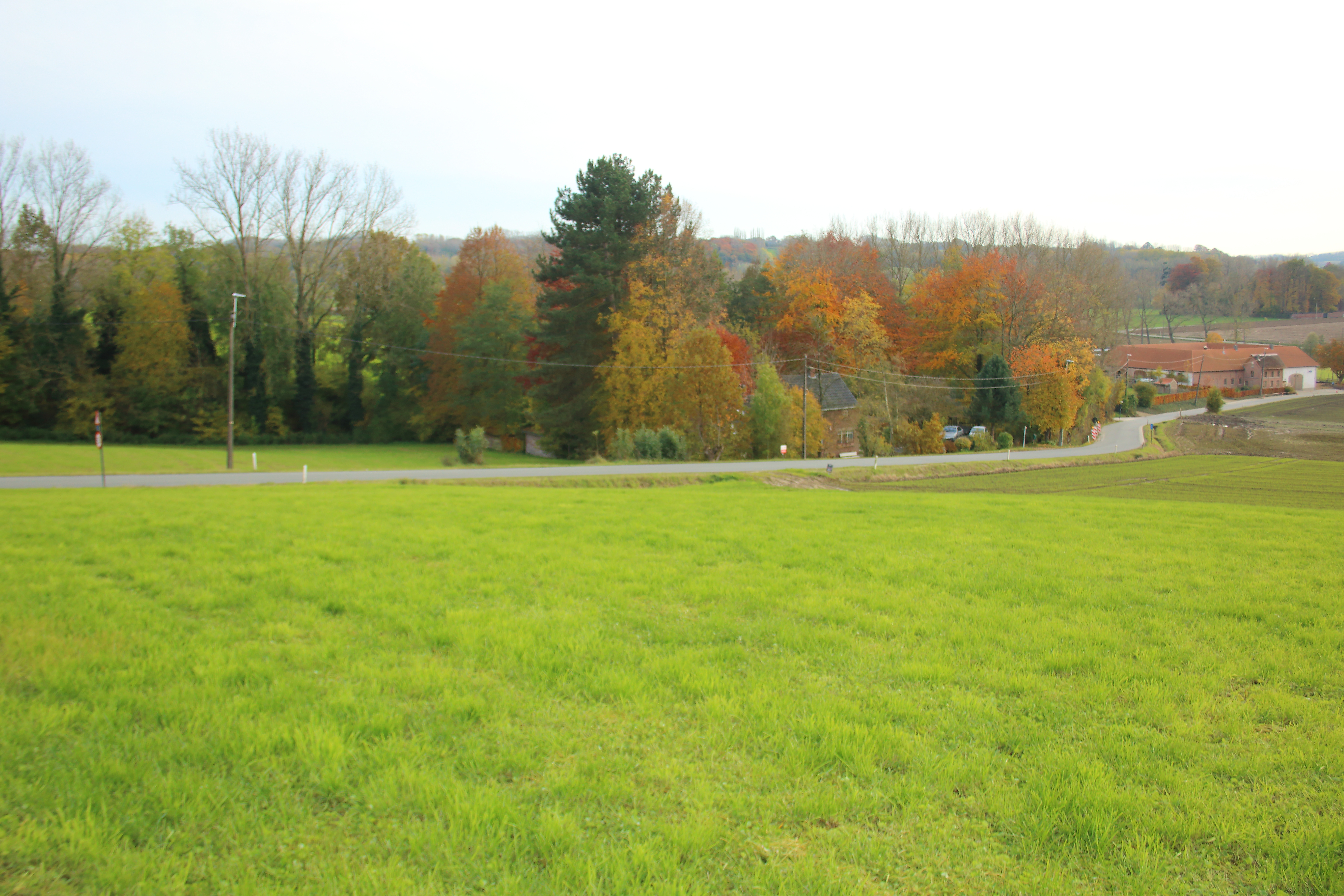

Berg ten Stene is een asfaltweg, in 1957, 1958 en 2008 is de helling opgenomen geweest in de Ronde van Vlaanderen. In 1957 en 1958 lag er een kasseiweg.
De helling wordt tegenwoordig vaak opgenomen in de wielerklassieker E3-Prijs. Ook wordt ze in de Ronde van Vlaanderen afgedaald als aanloop naar het Foreest en de Steenberg.
Zowel in 1957 als in 1958 werd de helling in de Ronde voorafgegaan door de Statieberg. Na de klim volgde dan de Kloosterstraat waarna toentertijd gefietst werd naar de finish in Wetteren. In 2008 is de helling - na een afwezigheid van bijna 50 jaar - wederom opgenomen in de Ronde tussen Taaienberg en Leberg.